# Pachnoda marginata
Espèce
Pachnoda marginata, communément appelé le ou la Cétoine marginée du Kenya, est une espèce d'insectes coléoptères africaine, dont plusieurs sous-espèces sont connues et élevées

## Description
Les adultes mesurent entre 20 et 30 mm, les larves, quant à elles, peuvent atteindre 60 mm.

## Régime alimentaire
Comme chez les autres cétoines, la larve de Pachnoda marginata vit dans le bois mort (terreau ou bois décomposé). Les adultes se nourrissent de matière végétale (pollens, fruits).

## Liste des sous-espèces décrites
- Pachnoda marginata aurantia Herbst, 1790
- Pachnoda marginata cerandi Rigout, 1984
- Pachnoda marginata fernandezi Rigout, 1984
- Pachnoda marginata marginata Drury, 1773
- Pachnoda marginata mirei Ruter, 1963
- Pachnoda marginata murielae Rigout, 1987
- Pachnoda marginata perigrina Kolbe, 1906 (synonyme: Pachnoda butana)
- Pachnoda marginata rougeoti Rigout, 1992
- Pachnoda marginata tunisiensis Rigout, 1984

## Description[modifier | modifier le code]
Les adultes mesurent entre 20 et 30 mm, les larves, quant à elles, peuvent atteindre 60 mm.

## Régime alimentaire[modifier | modifier le code]
Comme chez les autres cétoines, la larve de Pachnoda marginata vit dans le bois mort (terreau ou bois décomposé). Les adultes se nourrissent de matière végétale (pollens, fruits).
- (en) NCBI : Pachnoda marginata (taxons inclus)
- (fr + en) EOL : Pachnoda marginata (Drury 1773)